# Асуанские пороги
Асуанские пороги (1-е нильские пороги) — пороги на реке Нил у города Асуан (Египет). Самые нижние из 6 нильских порогов. Находятся в месте, где Нил прорезает гранитную гряду шириной в 6 км, немного ниже плотины современного Асуанского гидроузла.
Асуанские пороги были выбраны как место строительства первой Асуанской плотины (1899—1902). До её постройки пороги являлись большим препятствием для судоходства — круглогодичное плавание здесь было возможно лишь на лодках.